# Conștiința (film din 1949)
Conștiința (titlul original: în cehă Svědomí) este un film dramatic cehoslovac, realizat în 1949 de regizorul Jiří Krejčík, după romanul omonim a scriitorului Vladimír Valenta, protagoniști fiind actorii Marie Vásová, Miloš Nedbal, Jan Prokeš, Irena Kacírková.

## Distribuție
- Eduard Dubský
- Ivan Jandl – Lojzek, elev
- Irena Kacírková – Vlasta
- František Kovářík
- Miloš Nedbal - Karel Doležal
- Jan Prokeš - Jirka Doležal
- Marie Vásová - Zdena Doležalová
- Bohus Záhorský - Rudolf Mautner
- Antonín Holzinger
- Michaela Liskova
- Václav Kyzlink
- Milos Nedbal
- Bohumil Vild - Vasek Pazout